# 龙多兰迪亚
龙多兰迪亚是巴西马托格罗索州的一个市镇。总面积12701平方公里，总人口3399人，人口密度0.3人/平方公里。